# Alucita pluvialis
Alucita pluvialis is een vlinder uit de familie van de waaiermotten (Alucitidae). De wetenschappelijke naam van de soort is voor het eerst geldig gepubliceerd in 1907 door Meyrick.